# Шишковецька сільська рада (Кіцманський район)
Шишкове́цька сільська́ ра́да — адміністративно-територіальна одиниця та орган місцевого самоврядування в Кіцманському районі Чернівецької області. Адміністративний центр — село Шишківці.

## Загальні відомості
- Населення ради: 1 598 осіб (станом на 2001 рік)

## Населені пункти
Сільській раді підпорядковані населені пункти:
- с. Шишківці

## Склад ради
Рада складається з 16 депутатів та голови.
- Голова ради: Добровольський Олексій Георгійович
- Секретар ради: Бугай Марія Олексіївна

### Керівний склад попередніх скликань
| Прізвище, ім'я, по батькові        | Основні відомості                                                                     | Дата обрання | Дата звільнення |
| ---------------------------------- | ------------------------------------------------------------------------------------- | ------------ | --------------- |
| Липка Іван Михайлович              | Сільський голова, 1955 року народження, член Всеукраїнського об'єднання «Батьківщина» | 26.03.2006   | 31.10.2010      |
| Добровольський Олексій Георгійович | Сільський голова, 1974 року народження, освіта вища, безпартійний                     | 31.10.2010   |                 |

Примітка: таблиця складена за даними сайту Верховної Ради України

### Депутати
За результатами місцевих виборів 2010 року депутатами ради стали:

#### За суб'єктами висування
| Суб'єкт висування      | Кількість обраних депутатів | %    |
| ---------------------- | --------------------------- | ---- |
| Самовисування          | 13                          | 81,3 |
| Партія Зелених України | 2                           | 12,5 |
| Аграрна партія України | 1                           | 6,3  |

#### За округами
| № округу               | Прізвище, ім'я, по батькові    | Дата визнання обраним | Освіта             | Партійна приналежність       | Відомості про обраного депутата                                                                  |
| ---------------------- | ------------------------------ | --------------------- | ------------------ | ---------------------------- | ------------------------------------------------------------------------------------------------ |
| Аграрна партія України |                                |                       |                    |                              |                                                                                                  |
| 10                     | Александрюк Юрій Георгійович   | 02.11.2010            | вища               | член Аграрної партії України | Кіцманська районна лікарня ветеринарної медицини, начальник                                      |
| Партія Зелених України |                                |                       |                    |                              |                                                                                                  |
| 9                      | Васильєва Тетяна Тодорівна     | 02.11.2010            | вища               | член Партії Зелених України  | МТК «Калинівський ринок», приватний підприємець                                                  |
| 15                     | Грінка Любов Василівна         | 02.11.2010            | вища               | член Партії Зелених України  | Шишковецький загальноосвітній навчальний заклад І-ІІІ ст., заступник директора з виховної роботи |
| Самовисування          |                                |                       |                    |                              |                                                                                                  |
| 1                      | Антонюк Дмитро Іванович        | 02.11.2010            | середня спеціальна | позапартійний                | ДП «Нафтогазмережі», водій                                                                       |
| 2                      | Панченко Людмила Володимирівна | 02.11.2010            | середня спеціальна | позапартійна                 | тимчасово не працює                                                                              |
| 3                      | Гулей Магдалина Василівна      | 02.11.2010            | вища               | позапартійна                 | пенсіонер                                                                                        |
| 4                      | Дерпак Марія Юріївна           | 02.11.2010            | вища               | позапартійна                 | Малятинецький дошкільний навчальний заклад, вихователь                                           |
| 5                      | Шупеня Наталя Олексіївна       | 02.11.2010            | вища               | позапартійна                 | Шишковецький дошкільний навчальний заклад, вихователь                                            |
| 6                      | Антонюк Валентина Іванівна     | 02.11.2010            | середня спеціальна | позапартійна                 | Шишковецький дошкільний навчальний заклад, вихователь                                            |
| 7                      | Вівчарук Іван Павлович         | 02.11.2010            | вища               | позапартійний                | Чернівецький облрибкомбінат, іхтіопатолог                                                        |
| 8                      | Гнатчук Марія Юріївна          | 02.11.2010            | середня спеціальна | позапартійна                 | Кіцманський ЦОС № 7, начальник по підміні відпусток                                              |
| 11                     | Гулей Андрій Миколайович       | 02.11.2010            | вища               | позапартійний                | Шишковецький дошкільний навчальний заклад, оператор котельні                                     |
| 12                     | Бугай Марія Олексіївна         | 02.11.2010            | вища               | позапартійна                 | Шишковецька сільська рада, секретар                                                              |
| 13                     | Іліка Любов Георгіївна         | 02.11.2010            | вища               | позапартійна                 | Киселівський загальноосвітний навчальний заклад І-ІІІ ст., директор                              |
| 14                     | Антонюк Степан Іванович        | 02.11.2010            | середня            | позапартійний                | пенсіонер                                                                                        |
| 16                     | Липка Тетяна Василівна         | 02.11.2010            | вища               | позапартійна                 | Кіцманське УПС ЗН при Шишковецькій сільській раді, соціальний працівник                          |